# Église Saint-Amand de Rarécourt
L'église Saint-Amand de Rarécourt est une église édifiée à la fin du XVIIIe siècle dans la commune de Rarécourt.
Sa construction fait suite au besoin de remplacer l'ancien édifice qui menaçait de s'effondrer.

## Histoire
L'ancienne église du village menaçant de s'effondrer, le curé Nicolas Lataye demanda à ce que l'église soit rénovée, voire remplacée.
La décision de remplacer l'église ayant été prise, les travaux ont pu commencer en 1774. Le 20 avril 1776, la première pierre de l'église est bénie, et les travaux sont réceptionnés en juillet 1778. Elle est inspirée d'une église du même nom à Verdun.

## Architecture

### Le chœur
Le chœur comporte différents éléments notables. Il est d'abord surmonté d'une poutre de gloire en bois, élément architectural historiquement fréquent dans les églises lorraines et dont peu subsistent.
De style baroque, le maître-autel en pierre et bois polychrome est encadré de colonnes torsadées, dites salomoniques. Au dessus de celles-ci sont placés deux pots à feu. Surmonté de l'inscription "Soli Deo", le retable représente la descente de l'Esprit-Saint sur les apôtres lors de la Pentecôte. La tabernacle porte en ornement la gloire. En dessous de l'autel, l'antependium est orné d'un tableau représentant l'adoration de l'agneau mystique et les sept sacrements. Le maître-autel et le retable proviendraient de l'ancienne Abbaye de Beaulieu.
Deux vitraux entourent l'autel. Datant du début du XXe siècle, ils sont d'inspiration néogothique. À gauche, la Présentation de Jésus au Temple est représentée. À droite, l'Adoration des bergers. 

### L'orgue
Racheté par la paroisse, l'orgue de tribune provient également de l'Abbaye de Beaulieu, démantelée à la Révolution. Restauré en 1884 par le facteur d'orgues Jean Blési, il comporte 786 tuyeaux dont certains sont encore d'origine. Le buffet de l'orgue est inscrit à l'inventaire des monuments historiques en 1991.

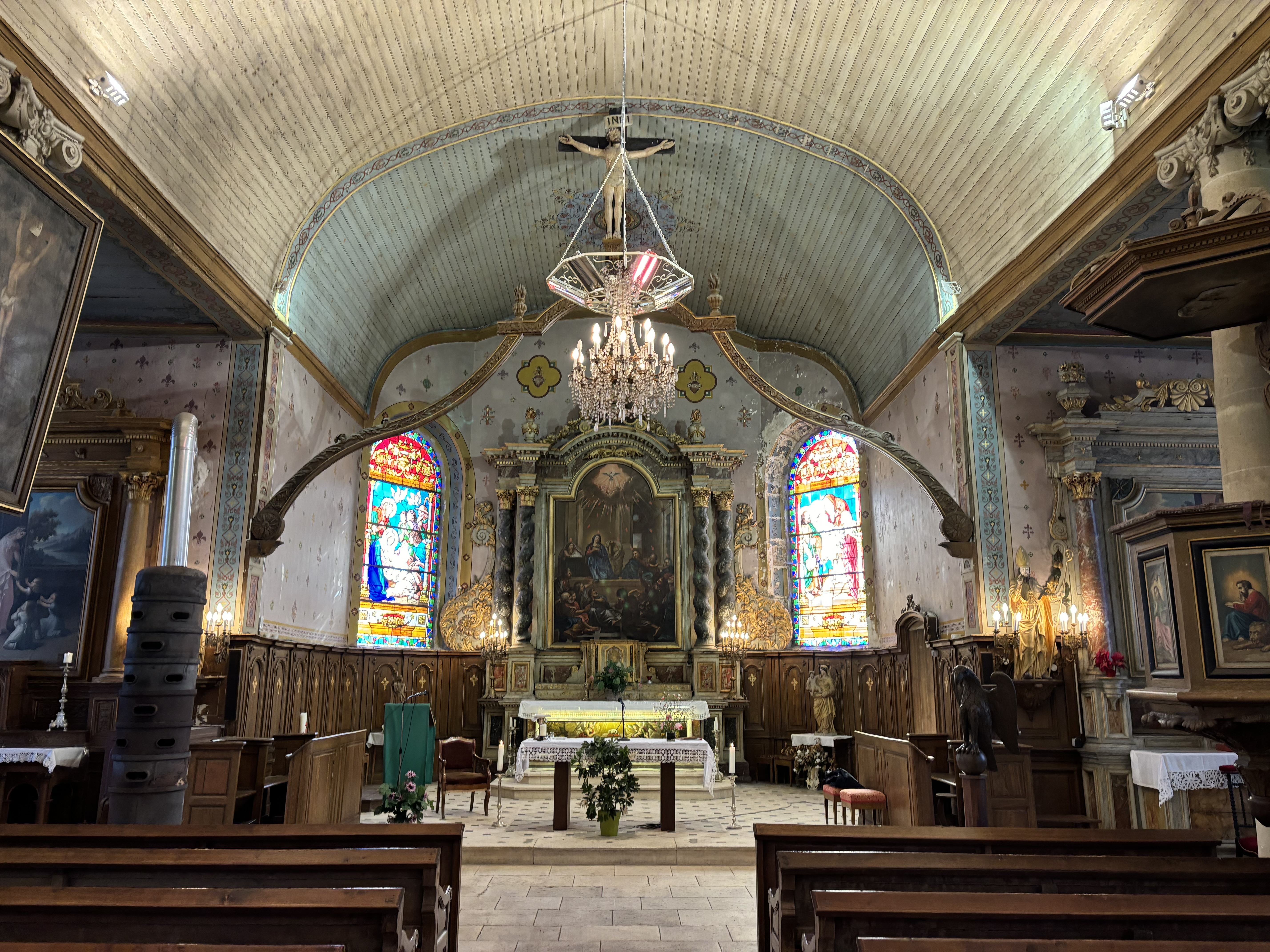
Chœur de l'église
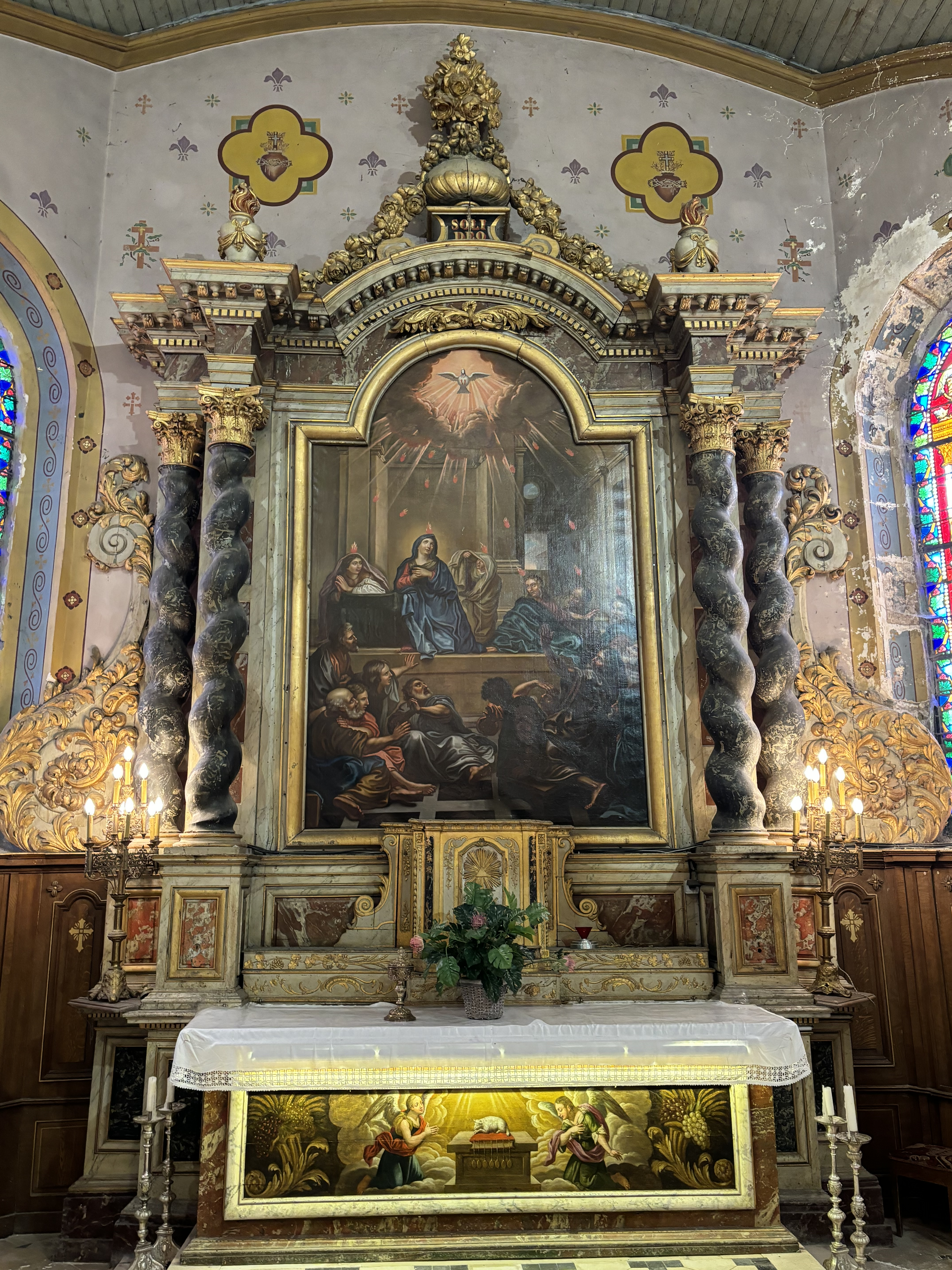
Maître autel
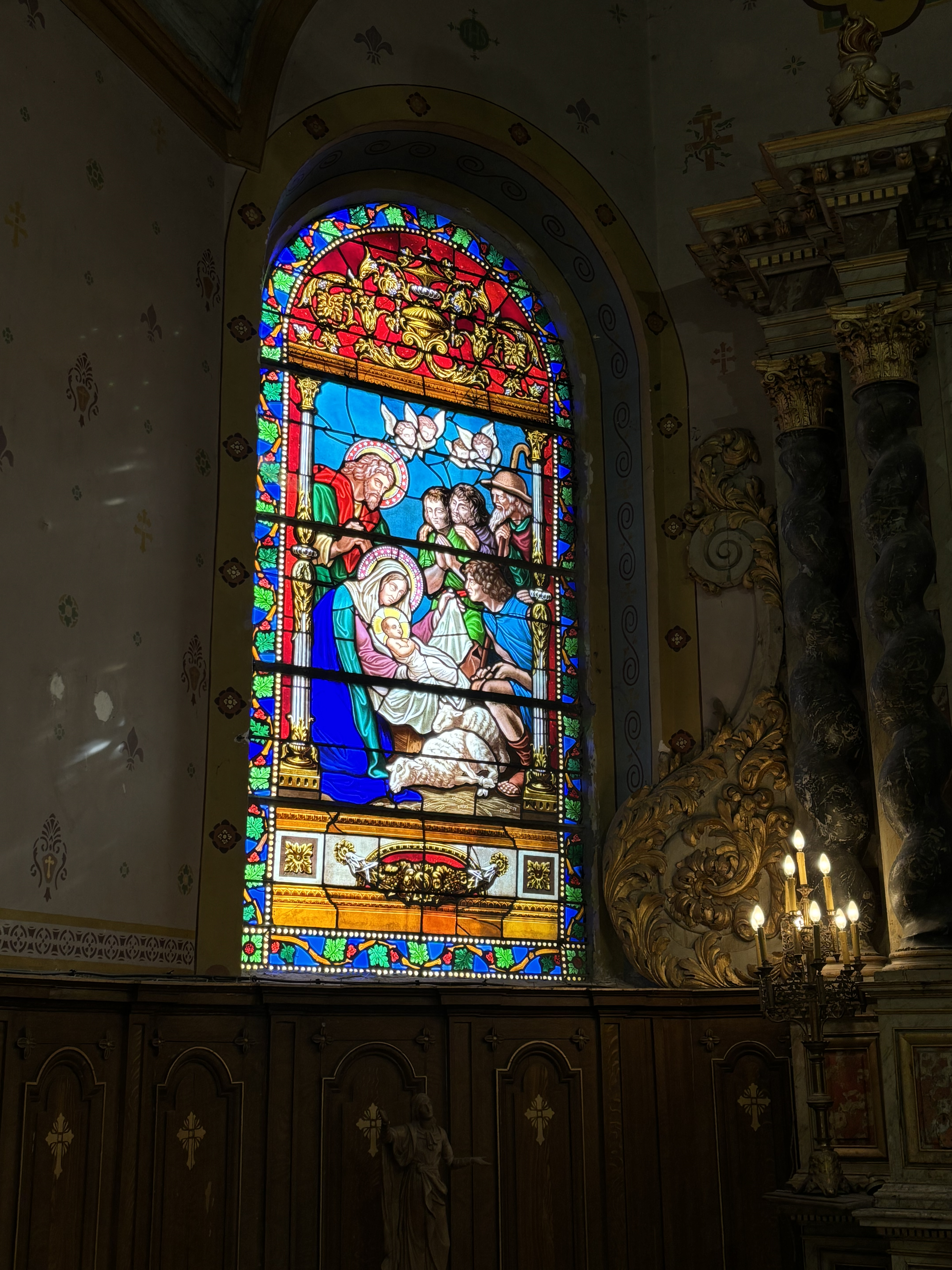
Vitrail gauche, présentation de Jésus au Temple
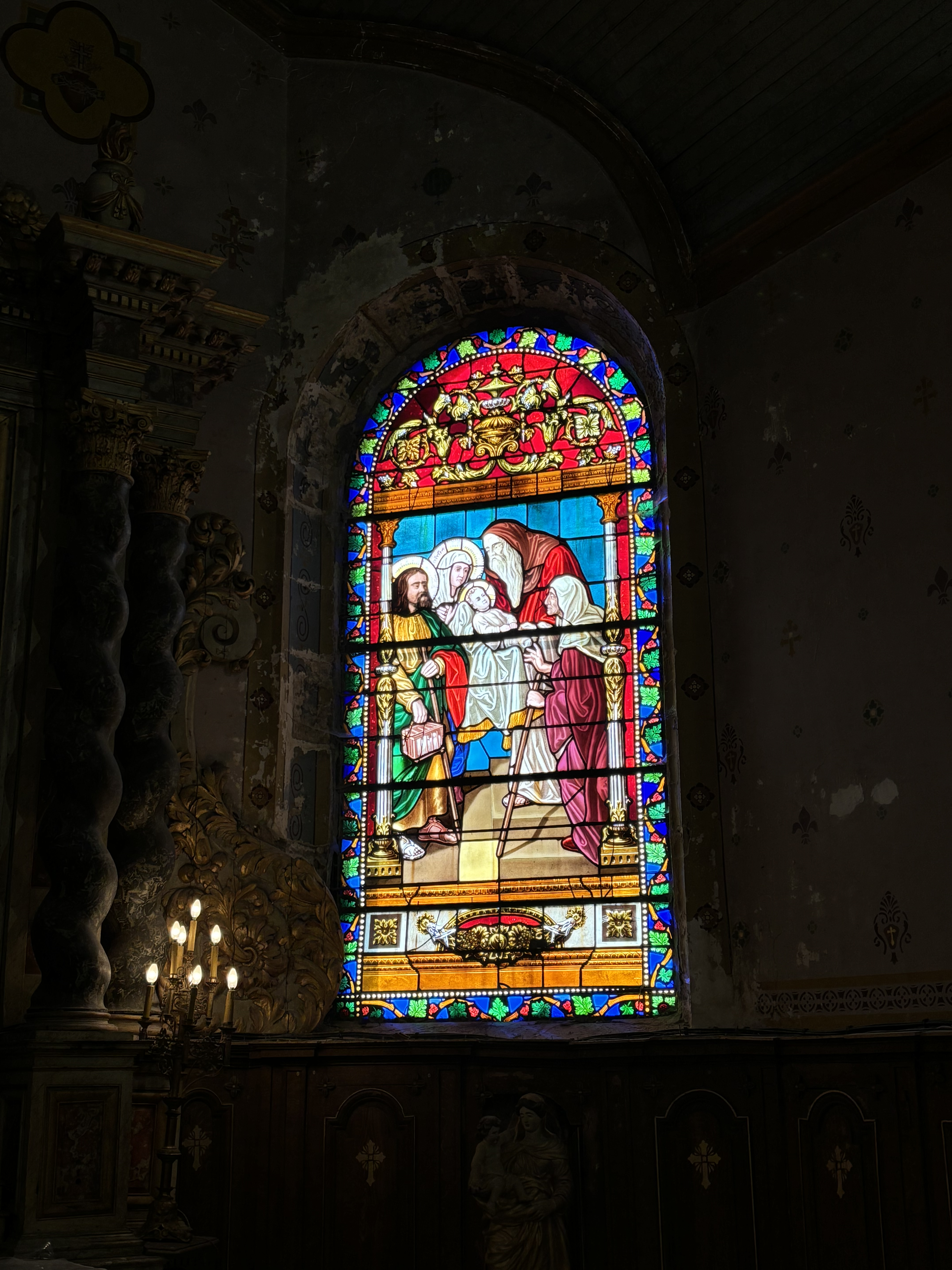
Vitrail droit, l'adoration des bergers
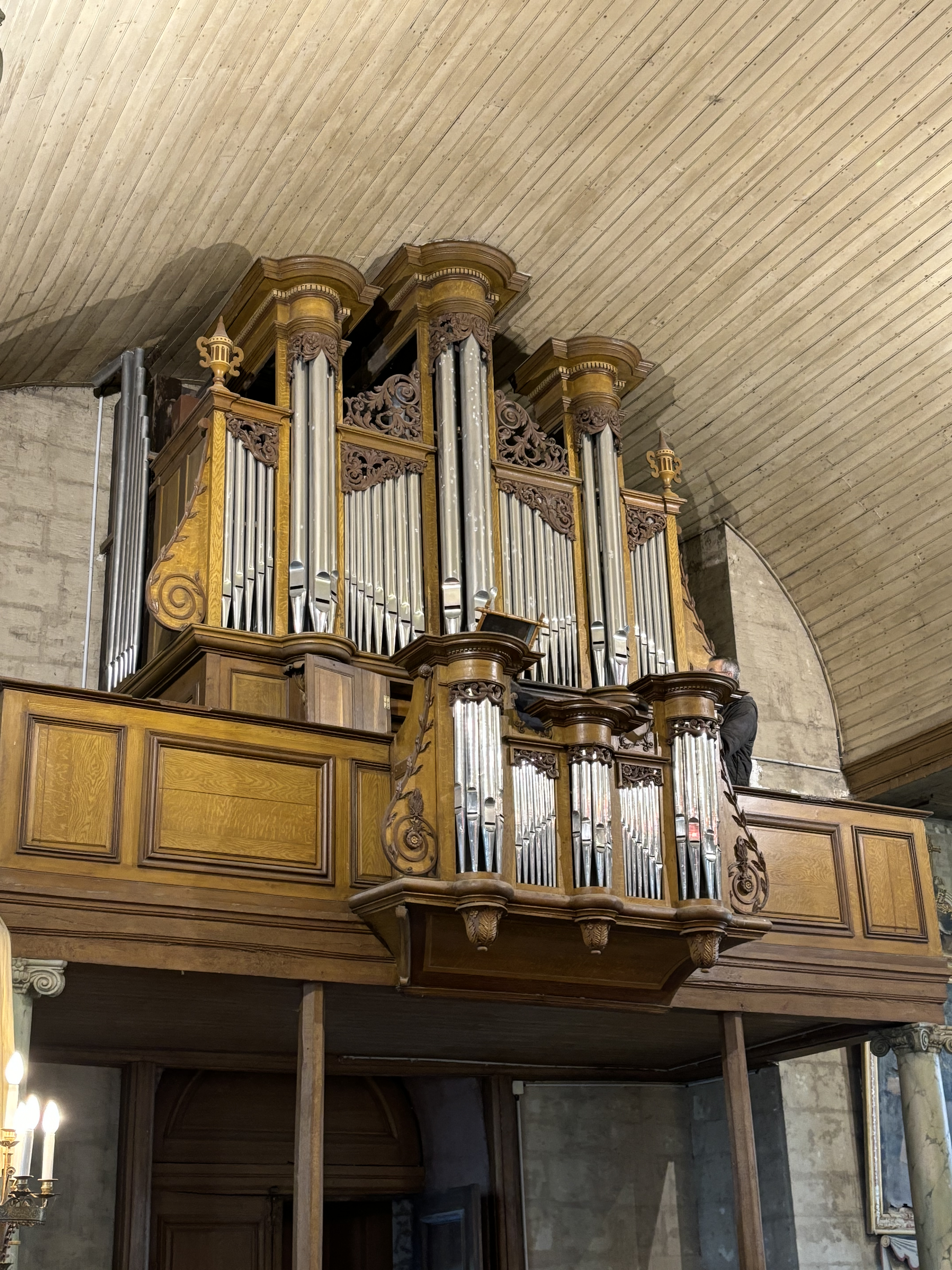
Orgue